# 金鐘淵
金鐘淵（韓語：김종연），韓國電視劇導演。

## 作品列表

### 電視劇
- 2012年：KBS《加油，金先生！》
- 2014年：KBS《Drama Special－怪物》
- 2014年：KBS《黃金交叉》
- 2015年：KBS《Drama Special－坐以待斃》
- 2016年：KBS《Master－麵條之神》

### 助理導演作品
- 2008年：KBS《妻子和女人》
- 2010年：KBS《推奴》
- 2010年：KBS《逃亡者Plan.B》

## 外部連結
- NAVER （页面存档备份，存于）